# Chilicola bigibbosa
Chilicola bigibbosa är en biart som beskrevs av Michener 2002. Chilicola bigibbosa ingår i släktet Chilicola och familjen korttungebin. Inga underarter finns listade i Catalogue of Life.